# Danilo Tosello
Danilo Javier Tosello (27 de marzo de 1969, Ataliva, Santa Fe) es un exfutbolista y actual entrenador de fútbol argentino. Actualmente dirige al Libertad de Sunchales del Torneo Federal A.
Desarrolló los mejores años de su carrera en el club Deportivo Olimpia de Honduras. Su primo Gustavo Giorgi es asistente técnico.

## Clubes[1]

### Como futbolista
| Club                  | País      | Año         |
| --------------------- | --------- | ----------- |
| Libertad de Sunchales | Argentina | 1991 - 1994 |
| 9 de Julio de Rafaela | Argentina | 1994 - 1995 |
| Belgrano de Córdoba   | Argentina | 1995 - 1996 |
| Tigres UANL           | México    | 1996 - 1997 |
| Deportivo Español     | Argentina | 1997        |
| Tigres UANL           | México    | 1998        |
| Defensor Sporting     | Uruguay   | 1998 - 1999 |
| Olimpia               | Honduras  | 1999 - 2007 |
| Unión de Sunchales    | Argentina | 2007 - 2008 |

### Como entrenador
| Club                     | País      | Año         |
| ------------------------ | --------- | ----------- |
| Independiente de Ataliva | Argentina | 2010        |
| Olimpia                  | Honduras  | 2011 - 2013 |
| Libertad de Sunchales    | Argentina | 2016 - 2017 |

## Palmarés

### Como futbolista
| Título             | Club        | País     | Año  |
| ------------------ | ----------- | -------- | ---- |
| Torneo de Invierno | Tigres UANL | México   | 1996 |
| Torneo de Verano   | Tigres UANL | México   | 1997 |
| Torneo Apertura    | Olimpia     | Honduras | 2000 |
| Torneo Apertura    | Olimpia     | Honduras | 2002 |
| Torneo Clausura    | Olimpia     | Honduras | 2004 |
| Torneo Clausura    | Olimpia     | Honduras | 2005 |
| Torneo Apertura    | Olimpia     | Honduras | 2005 |
| Torneo Clausura    | Olimpia     | Honduras | 2006 |

### Como entrenador
| Título          | Club    | País     | Año  |
| --------------- | ------- | -------- | ---- |
| Torneo Apertura | Olimpia | Honduras | 2011 |
| Torneo Clausura | Olimpia | Honduras | 2012 |
| Torneo Apertura | Olimpia | Honduras | 2012 |

|2013